# Чайка, Александр Леонидович
Алекса́ндр Леони́дович Ча́йка (бел. Аляксандр Чайка; 27 января 1976, Минск) — белорусский футболист, полузащитник.

## Биография
Воспитанник детско-юношеской школы СДЮШОР-5 (Минск). Выступал за команды:
- Днепр (Могилёв) 1992—1997
- Алания (Владикавказ) 1998—2000
- Крылья Советов (Самара) 2000—2001
- Ростсельмаш (Ростов-на-Дону) 2002
- Динамо (Санкт-Петербург) 2002—2003
- Тобол (футбольный клуб, Костанай) 2004—2005
- Днепр (Могилёв) 2006—2007

За национальную сборную Беларуси сыграл 16 матчей.

## Достижения
- Бронзовый призёр чемпионата Казахстана 2004